# Zinkspat
Zinkspat, även kallad smithsonit är ett mineral som består av zinkkarbonat, ZnCO3, och som i ren form innehåller ca 52 % zink. Den är lokalt ett betydande malmmineral. Zinkspat uppträder i botryoidal, stalaktitisk eller derb form med pärlemorskimrande yta.

## Etymologi och historia
Galmeja var en beteckning på en zinkhaltig produkt som blir kvar efter vittring av zinkmalm. År 1780 analyserade Torbern Bergman galmeja och fann att det innehöll zinkkarbonat och zinksilikat.  James Smithson utförde 1803 en noggrann undersökning av galmeja. Zinksilikatet kallade han kiselgalmeja som senare benämnes hemimorfit. Zinkkarbonatet fick beteckningen ädelgalmeja, men gavs 1832 namnet smithsonit av François Sulpice Beudant. Smithsonit är oftast det dominerande mineralet i galmeja. Galmeja kan också innehålla hydrozinkit.

## Egenskaper
Zinkspat är ett variabelt färgat trigonalt mineral, som endast sällan återfinns i välformade kristaller. 
Mineralets mångskiftande färgskala beror på närvaron av andra joner än zinkjoner. Således beror den blå färgen på närvaro av kopparjoner, medan rosa till lila färg orsakas av koboltjoner.

## Förekomst
Mineralet kan bilda färglösa till gula eller gröna kristaller men förekommer även i druv- eller njurformade utskiljningar eller i kompakta massor.
Zinkspat är ett viktigt malmmineral och förekommer ofta tillsammans med andra zinkmineral som till exempel zinkblände, varav det bildats genom vittring.
De viktigaste fyndigheterna finns i Nordamerika, England, Grekland, Oberschlesien och andra platser. Mineralet är sällsynt i Sverige. Det finns i vittrad malm i Garpenbergsgruvan.

## Användning
Zinkspat används främst för utvinning av zink. De vackraste varianterna av zinkspat används ibland som prydnadssten.

## Galleri

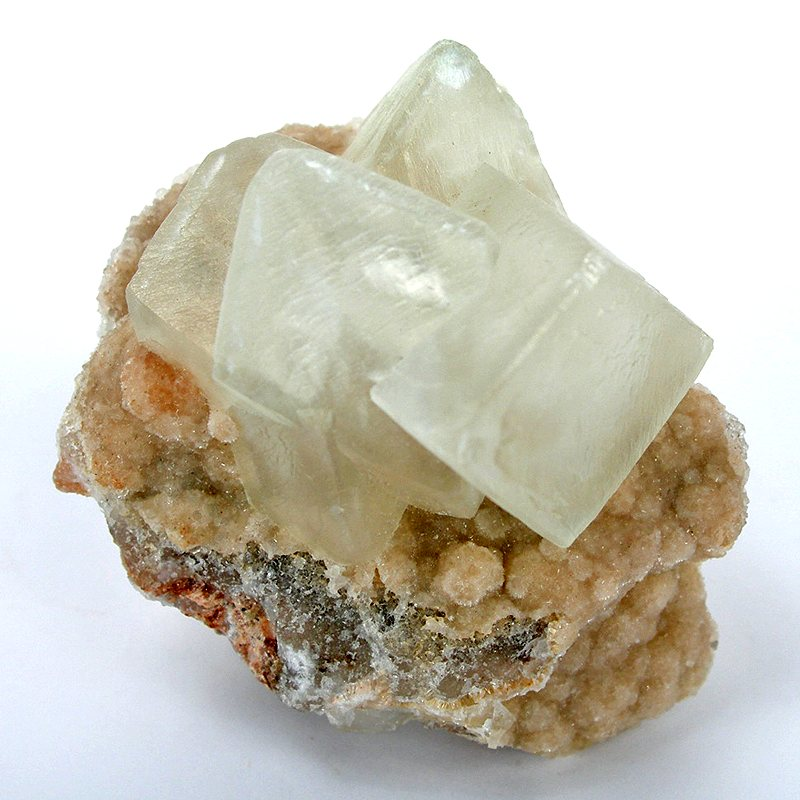
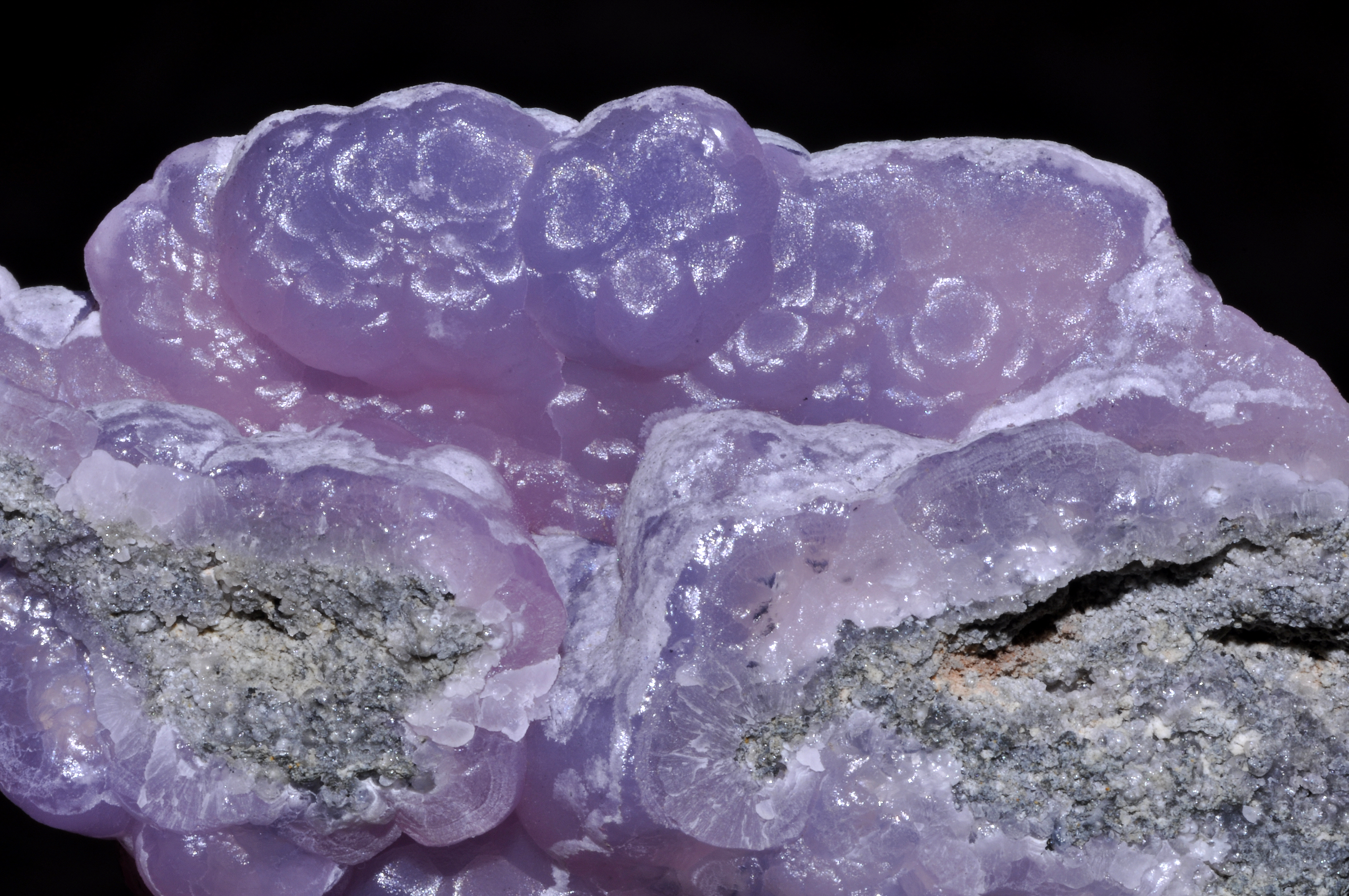